# Polydactylus nigripinnis
Polydactylus nigripinnis är en fiskart som beskrevs av Munro, 1964. Polydactylus nigripinnis ingår i släktet Polydactylus och familjen Polynemidae. Inga underarter finns listade i Catalogue of Life.